# Euroteken

Officiële grafische constructie van het eurologo.

Het euroteken (€) is het valutateken voor de euromunt. Het is geïnspireerd door de Griekse letter epsilon en verwijst naar de eerste letter van het woord Europa. De twee evenwijdige lijnen symboliseren de stabiliteit van de euro.
Het symbool is door de Europese Commissie ontworpen in het kader van de voorlichtingscampagne voor de gemeenschappelijke munt. Het ontwerp moest aan drie eenvoudige voorwaarden voldoen. Het moest:
- een zeer herkenbaar symbool voor Europa zijn
- gemakkelijk met de hand te schrijven zijn
- esthetisch aantrekkelijk zijn.

Intern werden ongeveer dertig ontwerpen gemaakt. Tien werden aan een publiekstest onderworpen. Daarvan bleken er twee met kop en schouders boven de andere uit te steken. Uit deze twee maakten de toenmalige voorzitter van de Europese Commissie, Jacques Santer, en de voor de euro verantwoordelijke functionaris, Yves-Thibault de Silguy, hun uiteindelijke keuze. Het gekozen symbool is ontworpen door de Belg Alain Billiet. Het werd door de Europese Commissie gepresenteerd op 12 december 1996.

## EUR
De aanduiding EUR (altijd in hoofdletters) en het euroteken € zijn in beginsel uitwisselbaar. Voor de documenten van Europese instellingen wordt EUR aanbevolen en wordt het euroteken aanvaardbaar geacht voor meer informele teksten en visuele weergave. De Taalunie maakt ook verschil tussen formeel en informeel, maar schrijft als regel het euroteken voor en vindt de aanduiding EUR uitsluitend geschikt voor specialistische teksten. In teksten voor professionals over valuta en internationale handel is in het algemeen de aanduiding EUR gewenst. Deze is vastgelegd in de code ISO 4217, waarin alle gangbare valuta een drieletterige code hebben en eenduidig aangeduid kunnen worden.

## Plaats van het euroteken bij het aangeven van een bedrag

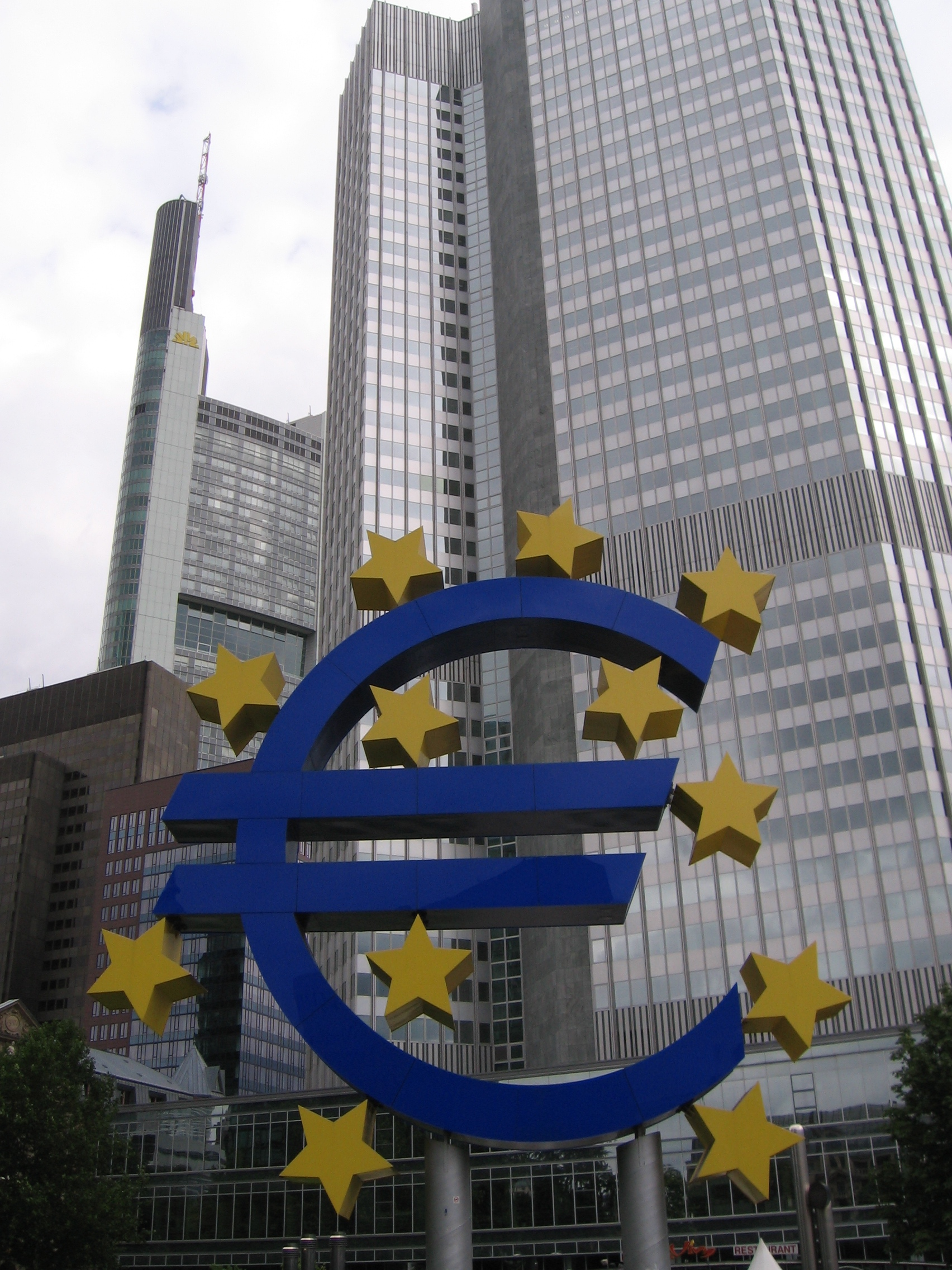
Eurosymbool voor de ECB in Frankfurt

De plaatsing van valutateken is taal-, grammatica- en spellinggebonden:
- Frans en Duits: 2,00 €
- Engels: €2.00
- Standaardnederlands: € 2,00
- Luxemburgs: €2.00

In het Standaardnederlands staat het valutateken dus vóór het bedrag: € 2,00. Tussen teken en bedrag moet een spatie staan. Als er kans is dat de regel afgebroken wordt tussen valutateken en bedrag, kan de spatie vervangen worden door een harde spatie.
Enkele speciale gevallen in het Standaardnederlands:
- Negatieve bedragen: € –2,00
- Positieve bedragen: € 2,00
- Korting: –€ 2,00
- Bijkomende kosten: +€ 2,00.

## Tekencode
In Unicode is het euroteken U+20AC (8364; in UTF-8 hexadecimaal opgeslagen als E2 82 AC), in Windows-1252 (ANSI) 0x80 (128), in ISO 8859-15 0xA4 (164).
Het euroteken staat uitzonderlijk ver in de lijst met Unicodetekens (heeft een hoog getal als codepunt), vergeleken met het vele voorkomen van het teken. Het is bijvoorbeeld qua codepunt het laatste teken van de door SEPA in het bankverkeer toegestane tekens, en het enige dat in UTF-8 drie bytes beslaat.

## Toetsenborden
Op veel Europese toetsenborden van Windows-computers is de toetsencombinatie voor het euroteken AltGr+5 en/of AltGr+E. Op toetsenborden zonder aparte toetsencombinatie voor het euroteken, bijvoorbeeld het Amerikaanse toetsenbord, kan het teken met behulp van de code Alt+0128 (op het numerieke toetsenbord) worden getypt. Op een Apple computer met Mac OS X wordt de combinatie Shift+Option+2 gebruikt.

## Trivia
- In de Nederlandstalige Donald Duck en Donald Duck-pockets staat sinds 2002 het euroteken afgebeeld op de voorgevel van het geldpakhuis van Dagobert Duck waar voordien het guldenteken stond.